# Clarins
Clarins Group, tên kinh doanh là Clarins, là một công ty mỹ phẩm cao cấp của Pháp, sản xuất mỹ phẩm, dưỡng da và nước hoa uy tín trên toàn thế giới; thông thường là cửa hàng cao cấp và hiệu thuốc được lựa chọn.

## Lịch sử

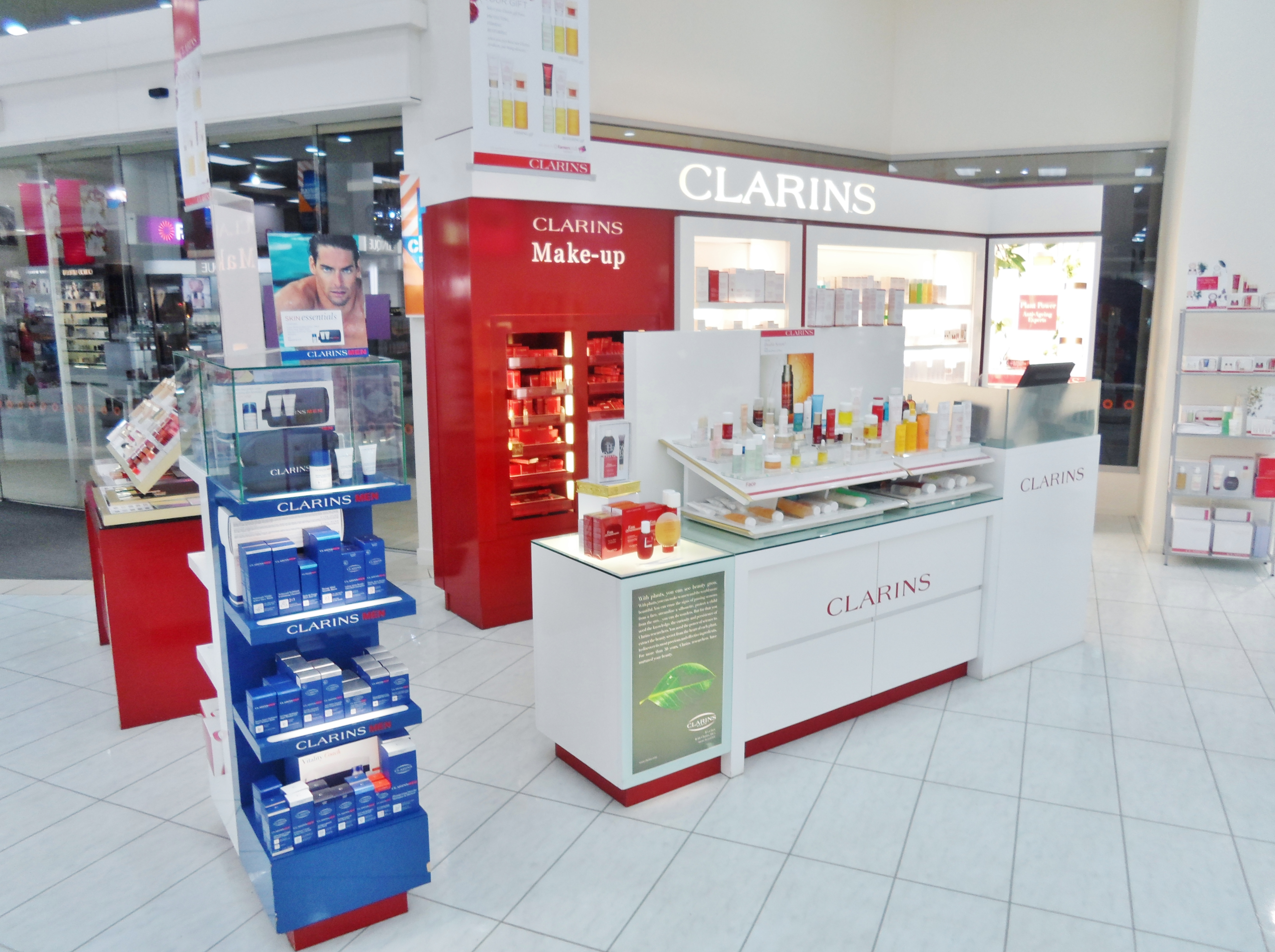
Sản phẩm Clarins tại một quầy mỹ phẩm thuộc công ty thương mại Farmers ở New Zealand

Công ty gia đình được thành lập năm 1954 do một sinh viên y khoa Jacques Courtin-Clarins, đã qua đời năm 2007. Con trai người sáng lập công ty, Christian Courtin-Clarins, là chủ tịch hội đồng quản trị của Clarins từ năm 2000.
Năm 1957, Courtin-Clarins đã phát triển một cách tiếp cận mới đối với các phương pháp trị liệu khuôn mặt và cơ thể và tạo ra một số sản phẩm xa xỉ dựa trên thực vật. Vào đầu những năm 1970, công ty bắt đầu phát triển rộng rãi trên toàn thế giới với các hợp đồng độc quyền đầu tiên. Công ty con đầu tiên của Hoa Kỳ được thành lập tháng 1 năm 1981. Nhưng lần đầu tiên được thành lập vào năm 1987 là kem chống nắng Clarins, đây thực sự là bước khởi đầu của công ty. Vào cuối năm 2005, nhóm có 19 công ty con phân phối tại hơn 150 quốc gia. Serge Rosinoer, người đã mất năm 2014, được ghi nhận là người phát triển rộng quốc tế.
Virginie Courtin-Clarins, Claire Courtin-Clarins, Prisca Courtin-Clarins và Jenna Courtin-Clarins hoạt động như đại sứ thương hiệu.

## Danh mục vốn đầu tư công ty
Danh mục vốn đầu tư nhãn hiệu Clarins bao gồm Clarins, Azzaro, Thierry Mugler và My Blend. Dòng sản phẩm chăm sóc da dành cho nam giới (ClarinsMen) cũng đã được đưa ra vào năm 2002. Nhóm sản phẩm Clarins Fragrance Group, bao gồm các sản phẩm nước hoa Porsche Designs Parfums, David Yurman và Swarovski. Hãng cũng sở hữu nhãn hiệu mỹ phẩm hữu cơ Kibio, và là cổ đông của L'Occitane.
Tháng 6 năm 2008, gia đình Courtin-Clarins đã đưa ra đề xuất mua 3,6 tỷ USD cổ phần thiểu số của Clarins SA nhằm đưa công ty mỹ phẩm này trở thành công ty tư nhân. Thỏa thuận được hoàn thành vào tháng 9 năm 2008.

## Quỹ tài trợ viêm khớp Courtin
Được thành lập bởi Jaques Courtin Clarins năm 1989, hiệp hội này đã giúp cho nỗ lực nghiên cứu cho chứng viêm khớp mãn tính và viêm thấp khớp mãn tính. Ngoài ra, quỹ tài trợ chịu trách nhiệm cho nhiều tiến bộ lớn trong nghiên cứu thấp khớp.